# Lista de presidentes da Arménia
O presidente da Armênia (armênio: Հայաստանի Նախագահ, Hayastani Nakhagah) é o chefe de Estado e o garantidor da independência e integridade territorial da Armênia eleito para um único mandato de sete anos pela Assembleia Nacional da Armênia. Sob o sistema parlamentar da Armênia, o presidente é simplesmente uma figura e detém funções cerimoniais, com a maior parte do poder político investido no Parlamento e primeiro-ministro.
Vahagn Khachaturyan é o atual titular do cargo e assumiu o cargo em 13 de março de 2022.

## Chefe de estado daRepública Democrática da Arménia(1918-1920)
- Avetis Aharonyan, de 30 de maio de 1918 a 2 de dezembro de 1920.

## presidentes daRepública Socialista Soviética Armênia(1920-1991)
- Ashot Hovhannisyan, de 2 de dezembro de 1920 a 5 de maio de 1930.
- Aghasi Khanjian, de 5 de maio de 1930 a 9 de julio de 1936.
- Grigory Arutyunov, de 9 de julio de 1936 a 28 de novembro de 1953.
- Suren Tovmasyan, de 28 de novembro de 1953 a 28 de dezembro de 1960.
- Yakov Zarobyan, de 28 de dezembro de 1960 a 5 de fevereiro de 1966.
- Anton Kochinyan, de 5 de fevereiro de 1966 a 27 de novembro de 1974.
- Karen Demirchyan, de 27 de novembro de 1974 a 28 de maio de 1988.
- Suren Arutyunyan, de 21 de maio de 1988 a 4 de agosto de 1990.

## República da Arménia(1991-presente)
A população da Arménia votou maciçamente pela independência da União Soviética em um referendo ocorrido em setembro de 1991. Seguiu-se uma eleição presidencial em outubro do mesmo ano, que deu a vitória a Levon Ter-Petrosian, com 83% dos votos.
O presidente é o chefe de estado da Arménia. Segundo a constituição do país, é eleito pela população para um mandato de 5 anos. Caso não obtenha maioria absoluta dos votos, é realizado um segundo turno.
Esta é a lista dos presidentes da Arménia após 1991.
| № | Retrato | Nome                                  | Mandato                | Mandato                | Partido               | Eleição   |
| - | ------- | ------------------------------------- | ---------------------- | ---------------------- | --------------------- | --------- |
| 1 |         | Levon Ter-Petrosyan (n.1946)          | 11 de novembro de 1991 | 3 de fevereiro de 1998 | HHS                   | 1991 1996 |
| 2 |         | Robert Kocharyan (n.1954)             | 3 de fevereiro de 1998 | 9 de abril de 2008     | Nenhum (Independente) | 1998 2003 |
| 3 |         | Serj Sargsyan (n.1954)                | 9 de abril de 2008     | 9 de abril de 2018     | PRA                   | 2008 2013 |
| 4 |         | Armen Sarkissian (n.1953)             | 9 de abril de 2018     | 1 de fevereiro de 2022 | Nenhum (Independente) | 2018      |
| - |         | Alen Simonyan (em exercício) (n.1980) | 1 de fevereiro de 2022 | 13 de março de 2022    | KP                    | —         |
| 5 |         | Vahagn Khachaturyan (n.1959)          | 13 de março de 2022    | Presente               | Nenhum (Independente) | 2022      |